# Eriogyna pyretorum
Eriogyna pyretorum (syn. Saturnia pyretorum) is een vlinder uit de familie van de nachtpauwogen (Saturniidae). De wetenschappelijke naam van de soort is voor het eerst geldig gepubliceerd in 1847 door Westwood.